# Communauté de communes du Haut-Vivarais
La communauté de communes du Haut-Vivarais est une ancienne communauté de communes française, située dans le département de l'Ardèche.

## Composition
Elle est composée de 7 communes :
| Nom                     | Code Insee | Gentilé        | Superficie (km2) | Population (dernière pop. légale) | Densité (hab./km2) |
| ----------------------- | ---------- | -------------- | ---------------- | --------------------------------- | ------------------ |
| Saint-Agrève (siège)    | 07204      | Saint-Agrèvois | 48,56            | 2 473 (2014)                      | 51                 |
| Devesset                | 07080      | Devessets      | 29,24            | 288 (2014)                        | 9,8                |
| Labatie-d'Andaure       | 07114      | Labatinois     | 9,93             | 217 (2014)                        | 22                 |
| Mars                    | 07151      | Moraillons     | 18,69            | 268 (2014)                        | 14                 |
| Rochepaule              | 07192      | Rochepaulois   | 33,34            | 270 (2014)                        | 8,1                |
| Saint-André-en-Vivarais | 07212      | Andréens       | 20,48            | 214 (2014)                        | 10                 |
| Saint-Jeure-d'Andaure   | 07249      | Saint-Jeurois  | 13,28            | 109 (2014)                        | 8,2                |

## Historique
La communauté de communes a fusionné avec trois autres EPCI de même statut pour former Val'Eyrieux en 2014.

## Sources
- Base Nationale de l'Intercommunalité
- Splaf
- Base aspic